# فهرست وابسته‌های دیپلماتیک جمهوری دومینیکن

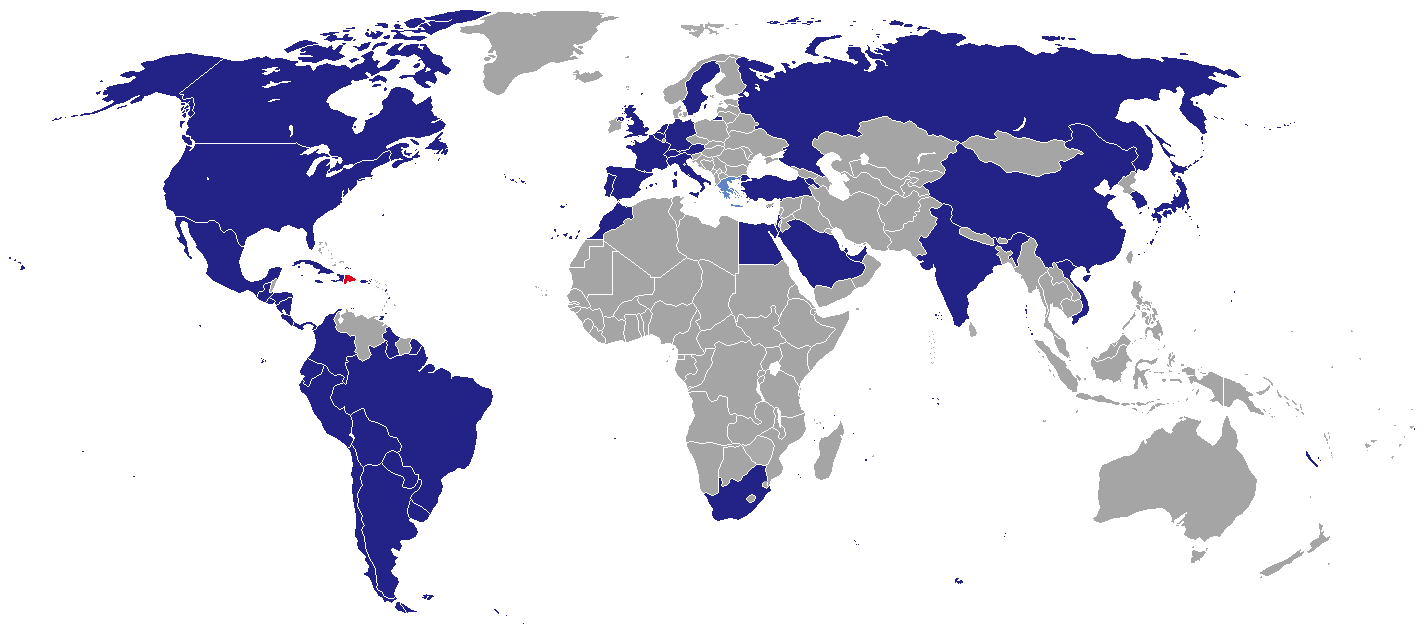
ماموریت‌های دیپلماتیک جمهوری دومینیکن

این صفحه فهرستی از ماموریت‌های دیپلماتیک جمهوری دومینیکن به ازای مراکز کنسولگری این کشور در سراسر جهان را نشان می‌دهد. جمهوری دومینیکن قسمت بزرگ شرقی جزیره هیسپانیولا را تحت سلطه دارد.

## آفریقا
- مصر
  - قاهره (سفارت)
- مراکش
  - رباط (سفارت)
- آفریقای جنوبی
  - پرتوریا (سفارت)

## آمریکا

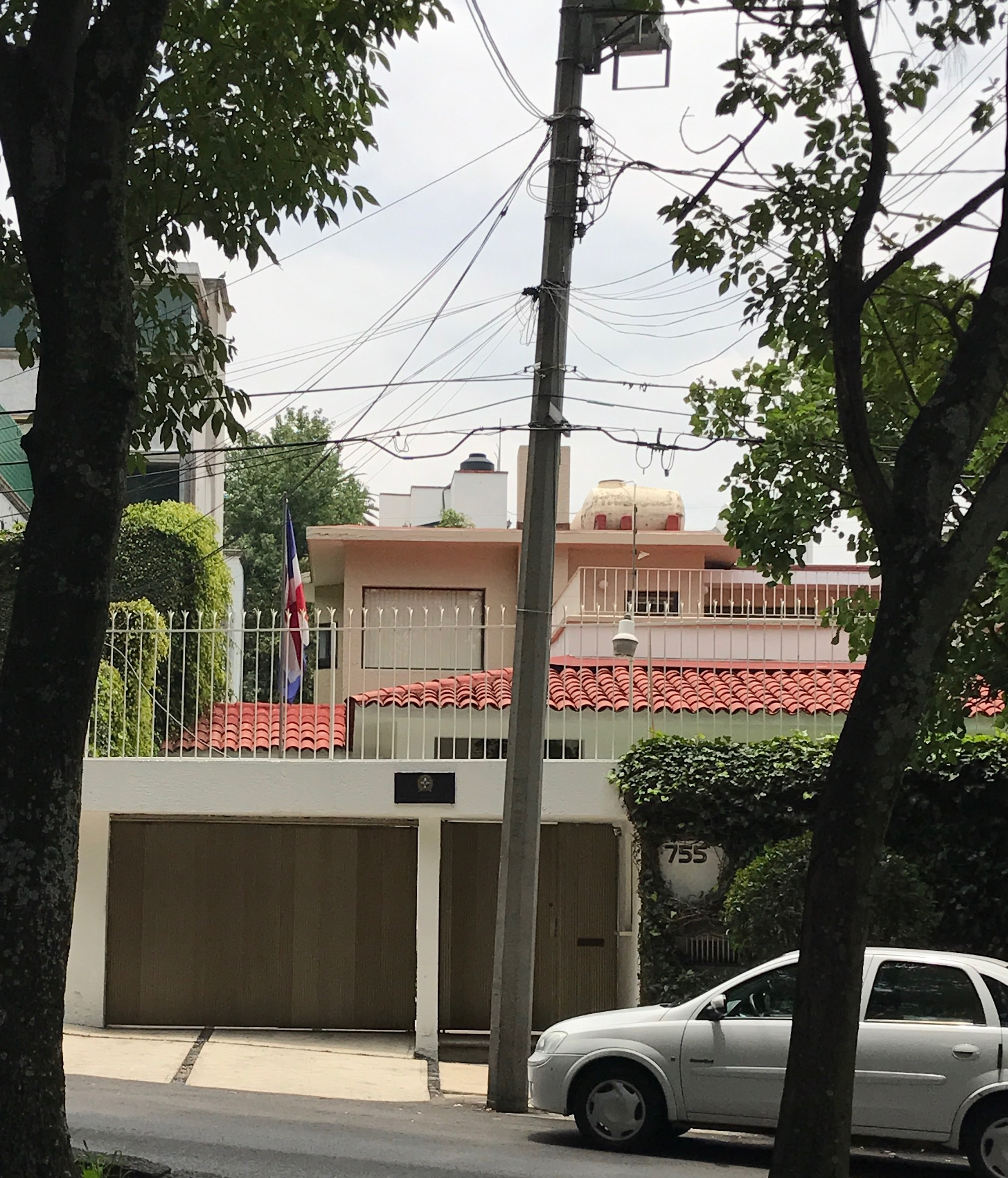
سفارت جمهوری دومینیکن در مکزیکو سیتی

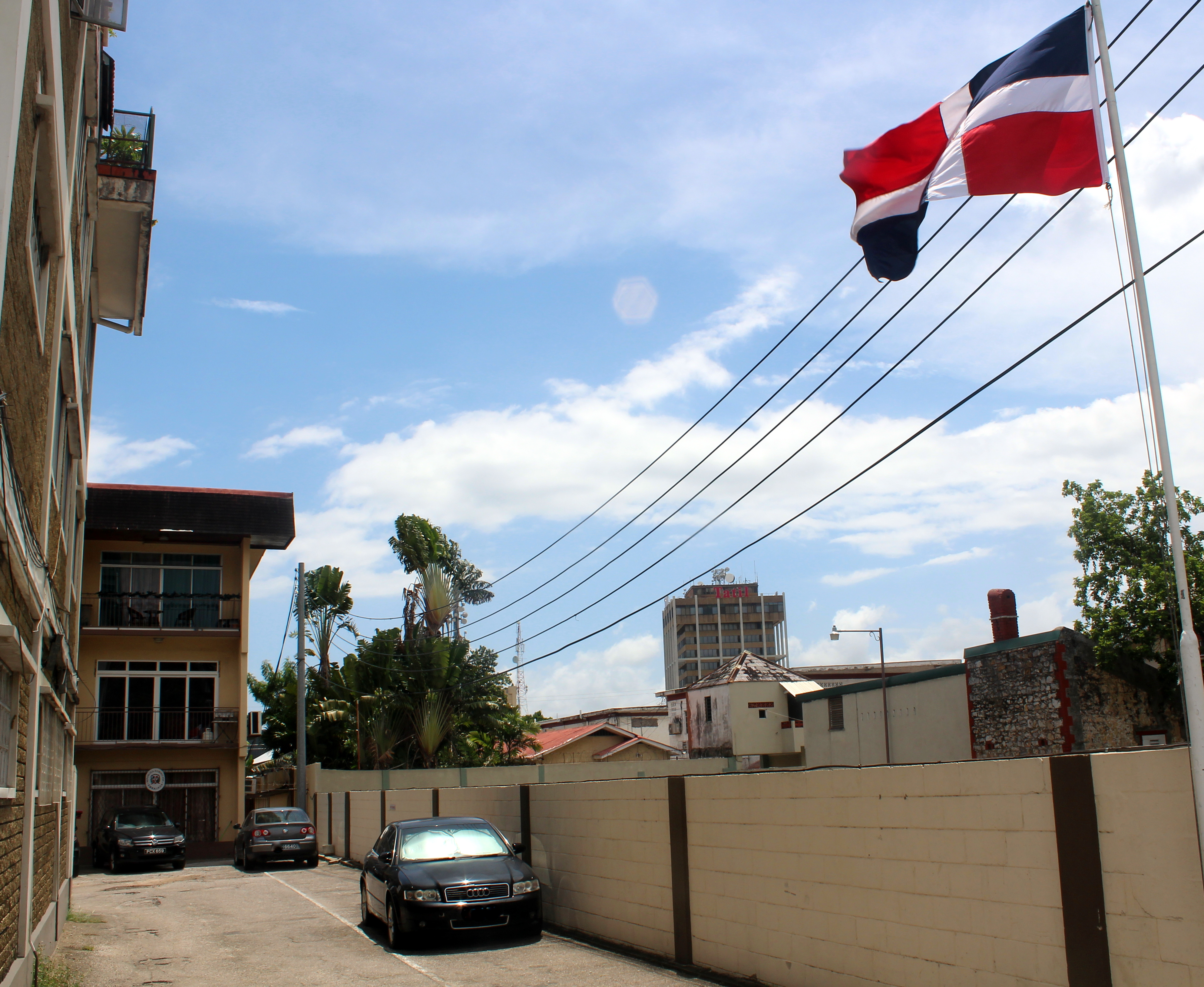
سفارت جمهوری دومینیکن در پورت آو اسپاین

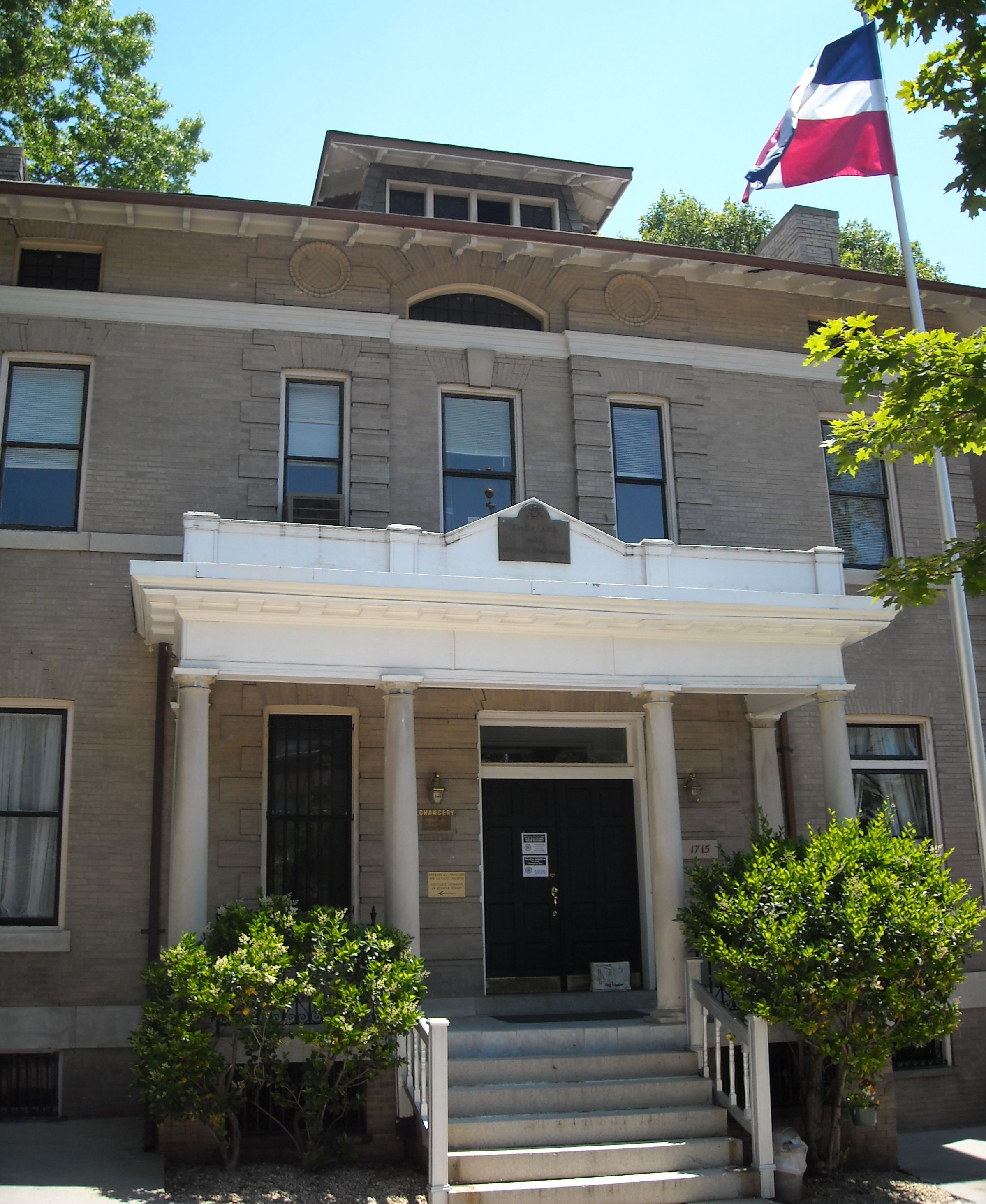
سفارت جمهوری دومینیکن در واشینگتن دی سی

- آرژانتین
  - بوئنوس آیرس (سفارت)
- برزیل
  - برازیلیا (سفارت)
  - ریودوژانیرو (سرکنسولگری)
  - سائوپائولو (سرکنسولگری)
- کانادا
  - اتاوا (سفارت)
  - مونترآل (سرکنسولگری)
  - تورنتو (سرکنسولگری)
- شیلی
  - سانتیاگو (سفارت)
- کلمبیا
  - بوگوتا (سفارت)
- کاستاریکا
  - سان خوزه (سفارت)
- کوبا
  - هاوانا (سفارت)
- اکوادور
  - کیتو (سفارت)
- السالوادور
  - سان سالوادور (سفارت)
- گواتمالا
  - گواتمالاسیتی (سفارت)
- هائیتی
  - پورتوپرنس (سفارت)
  - آنسه آ پیترس (سرکنسولگری)
  - کوانامینت (سرکنسولگری)
  - بلادیر (کنسولگری)
- هندوراس
  - تگوسیگالپا (سفارت)
- جامائیکا
  - کینگستون (سفارت)
- مکزیک
  - مکزیکوسیتی (سفارت)
- نیکاراگوئه
  - ماناگوآ (سفارت)
- پاناما
  - پاناماسیتی (سفارت)
- پاراگوئه
  - آسونسیون (سفارت)
- پرو
  - لیما (سفارت)
- ترینیداد و توباگو
  - پرت آو اسپاین (سفارت)
- ایالات متحده آمریکا
  - واشینگتن دی سی (سفارت)
  - بوستون (سرکنسولگری)
  - شیکاگو (سرکنسولگری)
  - لس آنجلس (سرکنسولگری)
  - میامی (سرکنسولگری)
  - نیواورلئان (سرکنسولگری)
  - نیویورک (سرکنسولگری)
  - سان خوآن (سرکنسولگری)
  - مایاگوئس (سرکنسولگری)
- اروگوئه
  - مونته ویدئو (سفارت)
- ونزوئلا
  - کاراکاس (سفارت)

## آسیا
- چین
  - پکن (دفتر توسعه تجاری)
  - هنگ کنگ (دفتر توسعه تجاری)
- هند
  - دهلی نو (سفارت)
- اسرائیل
  - تل آویو (سفارت)
- ژاپن
  - توکیو (سفارت)
- قطر
  - دوحه (سفارت)
- تایوان
  - تایپه (سفارت)
- کره جنوبی
  - سئول (سفارت)
- امارات متحده عربی
  - ابوظبی (سفارت)

## اروپا

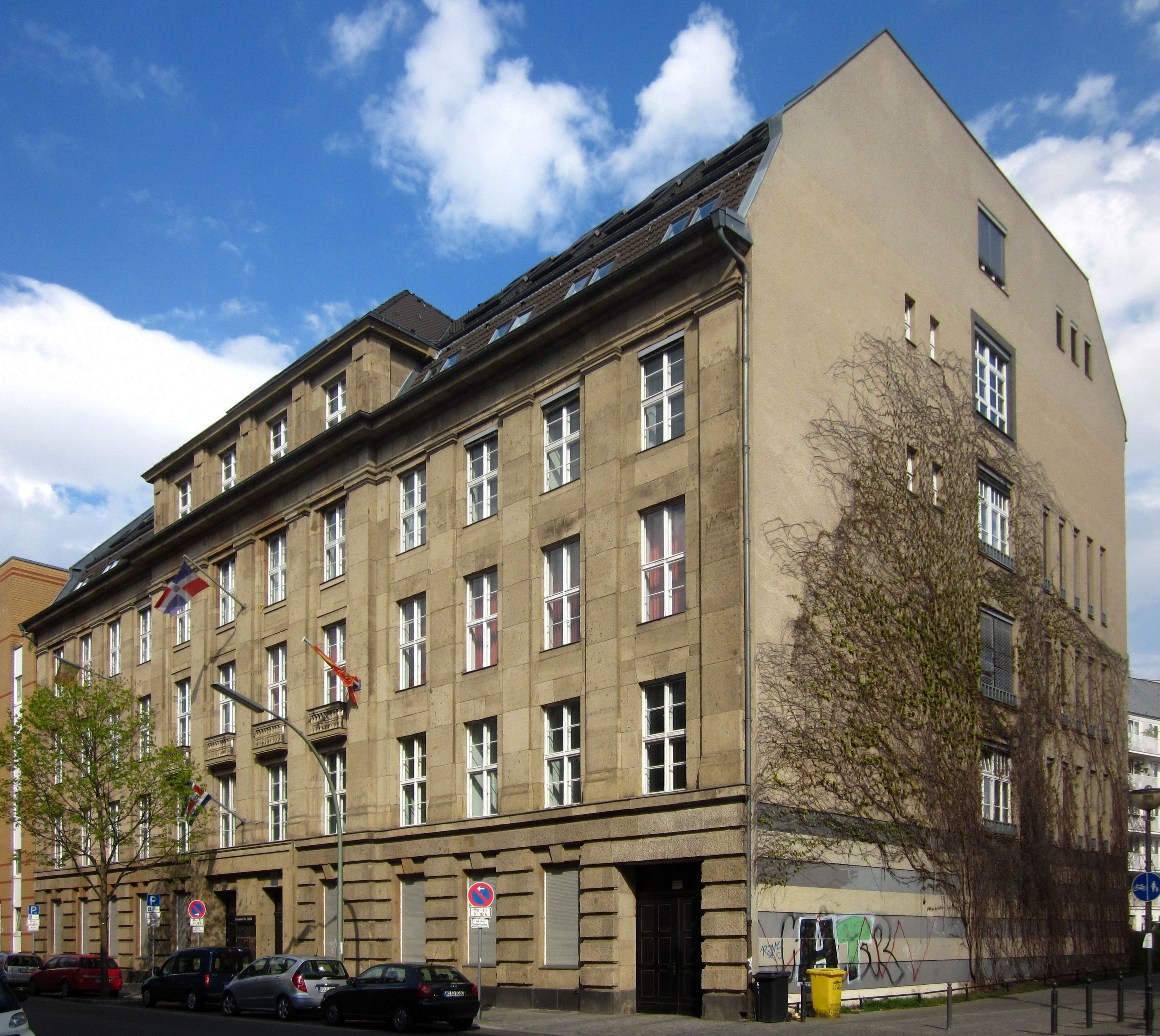
سفارت جمهوری دومینیکن در برلین

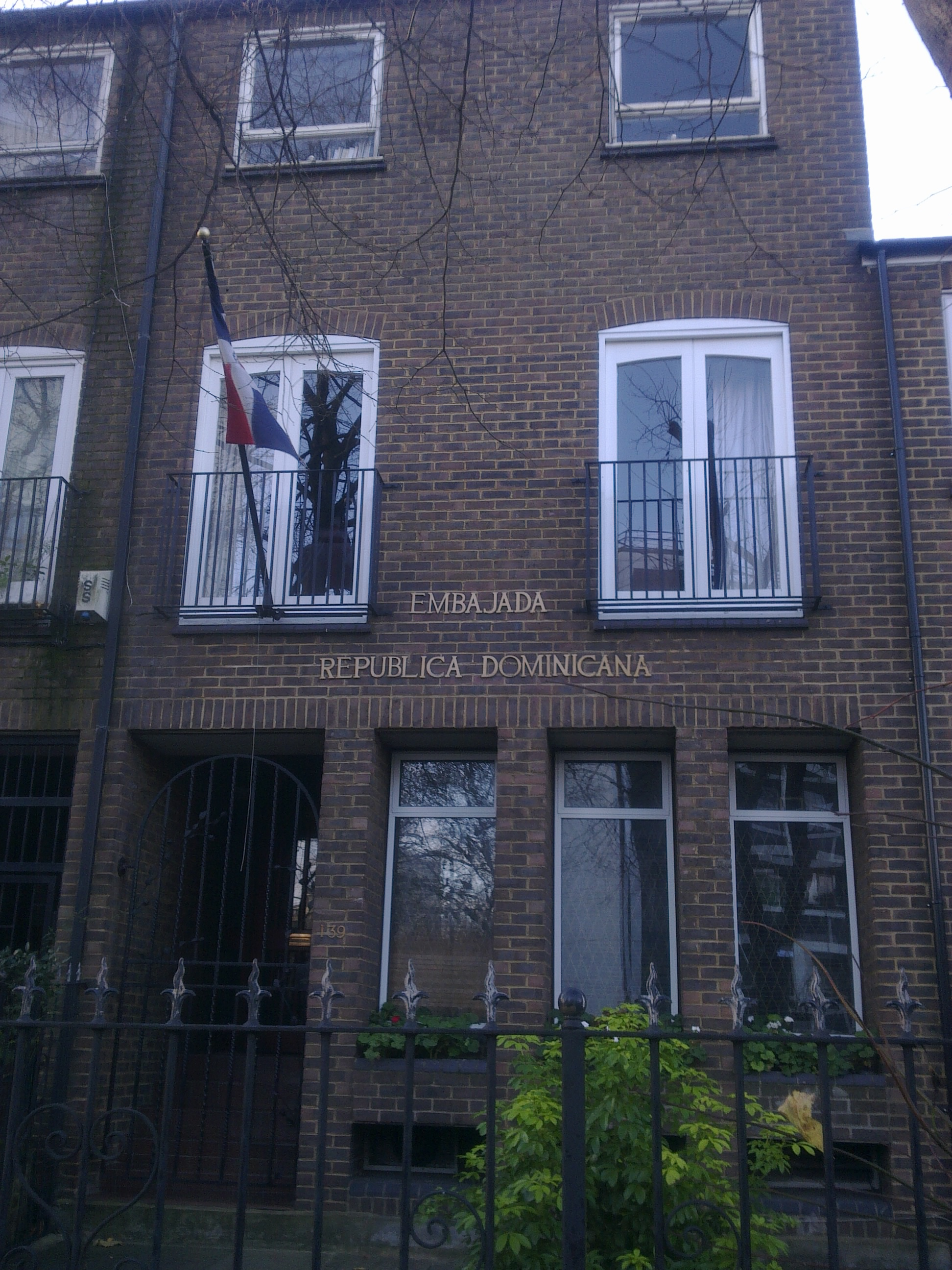
سفارت جمهوری دومینیکن در لندن

- اتریش
  - وین (سفارت)
- بلژیک
  - بروکسل (سفارت)
  - آنتورپ (سرکنسولگری)
- فرانسه
  - پاریس (سفارت)
  - مارسی (سرکنسولگری)
  - پوئنت-ا-پیتر (سرکنسولگری)
- آلمان
  - برلین (سفارت)
  - هامبورگ (سرکنسولگری)
- یونان
  - آتن (سرکنسولگری)
- سریر مقدس
  - واتیکان (سفارت)
- ایتالیا
  - رم (سفارت)
  - جنوا (سرکنسولگری)
  - میلان (سرکنسولگری)
- هلند
  - لاهه (سفارت)
  - آمستردام (سرکنسولگری)
  - ویلمستاد (سرکنسولگری)
  - فیلیپسبورگ (سرکنسولگری)
- پرتغال
  - لیسبون (سفارت)
- روسیه
  - مسکو (سفارت)
- اسپانیا
  - مادرید (سفارت)
  - بارسلون (سرکنسولگری)
  - سویا (سرکنسولگری)
  - والنسیا (کنسولگری)
- سوئد
  - استکهلم (سفارت)
- سوئیس
  - برن (سفارت)
  - زوریخ (سرکنسولگری)
- بریتانیا
  - لندن (سفارت)

## سازمان‌های چندجانبه
- بروکسل (مأموریت به اتحادیه اروپا)
- ژنو (مأموریت دائمی به سازمان ملل متحد و سازمان‌های بین‌المللی)
- نیویورک (مأموریت دائمی به سازمان ملل متحد)
- پاریس (مأموریت دائمی به یونسکو)
- رم (مأموریت دائمی به سازمان غذا و کشاورزی سازمان ملل متحد)
- وین (مأموریت دائمی به سازمان ملل متحد)
- واشینگتن دی سی (مأموریت دائمی به سازمان کشورهای آمریکایی)